# Вербовый Лог
Вербовый Лог — хутор в Дубовском районе Ростовской области.
Административный центр Вербовологовского сельского поселения.

## Население
| 2002 |
| ---- |
| 1097 |

| 1989 | 2002  | 2010  |
| ---- | ----- | ----- |
| 956  | ↗1099 | ↘1042 |

## Улицы
| - пер. Больничный, - пер. Магазинный, - пер. Овражный, - пер. Парковый, - пер. Старопрудный, - пер. Тупиковый, - пер. Школьный, | - ул. Административная, - ул. Базарная, - ул. Механизаторов, - ул. Молодёжная, - ул. Насосная, - ул. Овражная, - ул. Садовая, | - ул. Строителей, - ул. Телевизионная, - ул. Цветочная, - ул. Центральная, - ул. Чабанская, - ул. Широкая, - ул. Школьная. |